# 高遠藩
高遠藩（日语：／ Takatō han */?）是日本江戶時代的一個藩，位於信濃國南部（今長野縣伊那市高遠町），藩廳所在地是高遠城。

## 歷史
高遠城在戰國時代是諏訪氏部下高遠賴繼統治的城堡。1545年，高遠賴繼被武田信玄（當時仍稱武田晴信）擊敗。高遠城成為了武田氏的領土，信玄其後委派五男仁科盛信為城主。1582年，武田氏被滅亡。家康分派保科正俊為城主。1600年關原之戰後分封了不少領土，家康派遣正俊孫兒保科正光為高遠城城主，俸祿2萬5千石，高遠藩正式成立。第二代將軍德川秀忠與阿靜誕下了一名私生子，在7歲起由正光養育，後來名為保科正之，並繼承了保科家。在養育正之的功績下領土加封5000石。1636年正之被幕府移封到出羽國山形藩，繼任的藩主是鳥居忠春，之後由鳥居忠則繼承，忠則在1689年突然死後，鳥居氏的繼承者鳥居忠英被改易到能登下村藩。
該地成為了幕府的天領，1691年內藤清枚被分被到這裡，高遠藩再次立藩。由第二代藩主內藤賴卿起，開始財政出現危機。這個時候開始進行藩政改革，此時亦發生了江島生島事件。到了第七代藩主內藤賴寧開始實行鼓勵發展產業、教育、開發新田發經營桑園，因而改革成功，但是該地百姓報來因草鞋暴動爆發一揆，藩政再次不穩定。
1859年，最後一任藩主內藤賴直上任，設立藩校進德館以及參加長州征討。1868年戊辰戰爭被編入新政府軍。1869年幕府實行版籍奉還，賴直成為高遠藩知事。1871年高遠藩因廢藩置縣而廢藩，領地成為了高遠縣，同年12月被篇入到筑摩縣。

## 歷代藩主
- 保科氏

保科正光 1600年 - 1631年
保科正之 1631年 - 1636年
- 鳥居氏

鳥居忠春 1636年 - 1669年
鳥居忠則 1669年 - 1689年
- 內藤氏

內藤清枚 1689年 - 1714年
內藤賴卿 1714年 - 1735年
內藤賴由 1735年 - 1776年
內藤賴尚 1776年
內藤長好 1776年 - 1791年
內藤賴以 1791年 - 1820年
內藤賴寧 1820年 - 1859年
內藤賴直 1859年 - 1871年